# Pinus nelsonii
Pinus nelsonii (сосна Нельсона) — вид роду Сосна родини Соснових.

## Морфологічна характеристика
Невелике дерево, виростає у висоту максимум 10 м (Shaw 1909 році, Perry 1991 року), хоч і рідко більше 6—7 м і 20 см д.у.г.. Кора гладка, сіра на стеблах приблизно до 15 см в діаметрі, стає темна і з поздовжніми тріщинами на більшій частині стебла. Хвоя жовто-зелена, зібрана в пучках по 3 (—4),. Голки 4—7.5 см завдовжки, завтовшки близько 1 мм, оболонка повністю стійка (на відміну від всіх інших сосен в підроді Strobus). Шишки циліндричні, 6—12 см завдовжки і 4-5 см в ширину, зелені коли молоді, до старості стають яскравими червоно-коричневими, прямо—відігнуті вниз по стеблу. Насіння великі, 10—12 мм, чорні із червоною плямою біля вершини, крила 1-2 мм, рудиментарні, як правило, залишаються прикріпленими до насіння, потім насіння їх скидає. Насіння не випадає природним чином з шишки, а розноситься птахами, в основному сіро—джей грудьми Aphelocoma ultramarina, після поширення насіння шишок зазвичай падають. Шишки дозрівають в листопаді близько 18-19 місяців після запилення. Цей вид є унікальним в своєму роді («Pinus»), не показується в стадії спокою протягом 6-12 місяців.
При спробі визначити цей вид сосни в польових умовах, найбільш зручними є 2 ознаки, котрі дійсно відрізняють його від особин P. cembroides, які зростають разом з ним. Одним з них є жовто-зелені листки, котрі дуже відрізняються від глибоко насичених зелених листків Р. cembroides.

## Поширення
Країни зростання: Мексика: Коауїла (Монте-дель-Кармен), Нуево-Леон, Сан-Луїс-Потосі, Тамауліпас.
Зростає в горах на 1,800—3,200 м над рівнем моря.